# 백제대로
백제대로(Baekje-daero)는 전북특별자치도 전주시 완산구 삼천동 꽃밭정이네거리에서 전주시 덕진구 우아동 역전광장 교차로를 잇는 도로이다.

## 주요 경유지
전북특별자치도
- 전주시 완산구 (우아동 . 서신동 . 중화산동 . 효자동) - 덕진구 (금암동)

## 노선
| 이름                   | 접속 노선           | 소재지        | 소재지                   | 소재지        | 비고          |
| 모악로와 직결          | 모악로와 직결       | 모악로와 직결 | 모악로와 직결            | 모악로와 직결 | 모악로와 직결 |
| ---------------------- | ------------------- | ------------- | ------------------------ | ------------- | ------------- |
| 꽃밭정이네거리         | 장승배기로          | 전주시        | 완산구                   | 삼천동        |               |
| (이름없음)             | 용리로 안행로       | 전주시        | 완산구                   | 삼천동        |               |
| 효자광장 교차로        | 용머리로            | 전주시        | 완산구                   | 효자동        |               |
| 선너머네거리           | 서원로              | 전주시        | 완산구                   | 중화산동      |               |
| 어은터널 사거리        | 중산중앙로 어은로   | 전주시        | 완산구                   | 중화산동      |               |
| (이름없음)             | 효자로              | 전주시        | 완산구                   | 중화산동      |               |
| 진북터널사거리         | 유연로              | 전주시        | 완산구                   | 중화산동      |               |
| (이름없음)             | 전룡로              | 전주시        | 완산구                   | 서신동        |               |
| 통일광장 교차로        | 온고을로 전주천서로 | 전주시        | 완산구                   | 서신동        |               |
| 백제교                 |                     | 전주시        | 완산구                   | 서신동        |               |
|                        | 덕진구              | 전주시        | 덕진동                   |               |               |
| 백제교사거리           | 덕진구              | 전주시        | 덕진동                   | 가리내로      |               |
| 경기장네거리           | 덕진구              | 전주시        | 기린대로                 | 금암동        |               |
| (이름없음)             | 덕진구              | 전주시        | 조경단로                 | 금암동        |               |
| (이름없음)             | 덕진구              | 전주시        | 견훤왕궁로               | 금암동        |               |
| 명주골네거리           | 덕진구              | 전주시        | 견훤로                   | 우아동        |               |
| 역광장 교차로 (전주역) | 덕진구              | 전주시        | 국도 제17호선 (동부대로) | 우아동        |               |

## 주요 시설및 건물
- 기아자동차 호남대리점 (전북특별자치도 전주시 완산구 효자동 백제대로 140)
- 농협 효자동지점 (전북특별자치도 전주시 완산구 효자동 백제대로 141)
- KT 효자빌딩 (전북특별자치도 전주시 완산구 효자동 백제대로 145)
- 스타벅스 전주백제대로점 (전북특별자치도 전주시 완산구 중화산동 백제대로 242)
- 전주중화산동 우체국 (전북특별자치도 전주시 완산구 중화산동 백제대로 280)
- S-OIL 그린피앤엘 시온주유소 (전북특별자치도 전주시 완산구 중화산동 백제대로 286)
- 쉐보레 모악전시장 (전북특별자치도 전주시 완산구 중화산동 백제대로 293)
- 화산체육공원 (전북특별자치도 전주시 완산구 중화산동 백제대로 310)
- GS칼텍스 직영 피노키오점 (전북특별자치도 전주시 완산구 중화산동 백제대로 341)
- 롯데하이마트 중화산점 (전북특별자치도 전주시 완산구 중화산동 백제대로 346)
- 다이소 전주서신2호점 (전북특별자치도 전주시 완산구 서신동 백제대로 364)
- 푸조 전주서비스센터 (전북특별자치도 전주시 완산구 서신동 백제대로 365)
- 타이어뱅크 백제대로점 (전북특별자치도 전주시 완산구 서신동 백제대로 387)
- 새마을금고 서진주새마을금고 본점 (전북특별자치도 전주시 완산구 서신동 백제대로 391)
- 전자랜드 파워센터 서신점 (전북특별자치도 전주시 완산구 서신동 백제대로 418)
- 신협 서신신협 바구멀지점 (전북특별자치도 전주시 완산구 서신동 백제대로 424)
- LG전자 서진주서비스센터 (전북특별자치도 전주시 완산구 서신동 백제대로 450)
- 타이어뱅크 전주중앙점 (전북특별자치도 전주시 덕진구 덕진동 백제대로 480)
- 타이어테그 전주덕진점 (전북특별자치도 전주시 덕진구 덕진동 백제대로 506)
- 전북은행 본점 (전북특별자치도 전주시 덕진구 금암동 백제대로 566)
- 롯데슈퍼 전북대점 (전북특별자치도 전주시 덕진구 금암동 백제대로 572)
- 할리스 전주백제대로점 (전북특별자치도 전주시 덕진구 금암동 백제대로 592)
- SK에너지 대학로셀프주유소 (전북특별자치도 덕진구 금암동 백제대로 600)
- 현대자동차 블루핸즈 금암점 (전북특별자치도 덕진구 금암동 백제대로 605)
- 스타벅스 전북대병원 DT점 (전북특별자치도 덕진구 금암동 백제대로 616)
- 현대자동차 금암대리점 (전북특별자치도 덕진구 금암동 백제대로 679)
- 전북지방조달청 (전북특별자치도 덕진구 인후동 백제대로 709)
- 한국국토정보공사 전북지역본부 (전북특별자치도 덕진구 인후동 백제대로 730)
- 한국농어촌공사 전주완주임실 지사 (전북특별자치도 덕진구 인후동 백제대로 740)
- 한국전력공사 전북지역본부 (전북특별자치도 덕진구 인후동 백제대로 741)
- 홈플러스 전주점 (전북특별자치도 덕진구 우아동 백제대로 771)
- 농협 전주원예농협 덕전지점 (전북특별자치도 덕진구 우아동 백제대로 827)